# Hallgrímur Jónasson
Hallgrímur Jónasson (Húsavík, 4 maggio 1986) è un allenatore di calcio ed ex calciatore islandese, di ruolo difensore, tecnico del KA Akureyri.

## Palmarès

### Giocatore

#### Competizioni nazionali
- Coppa d'Islanda: 1

Keflavík	: 2006

### Allenatore

#### Competizioni nazionali
- Coppa d'Islanda: 1

KA Akureyri: 2024